# Ecolette

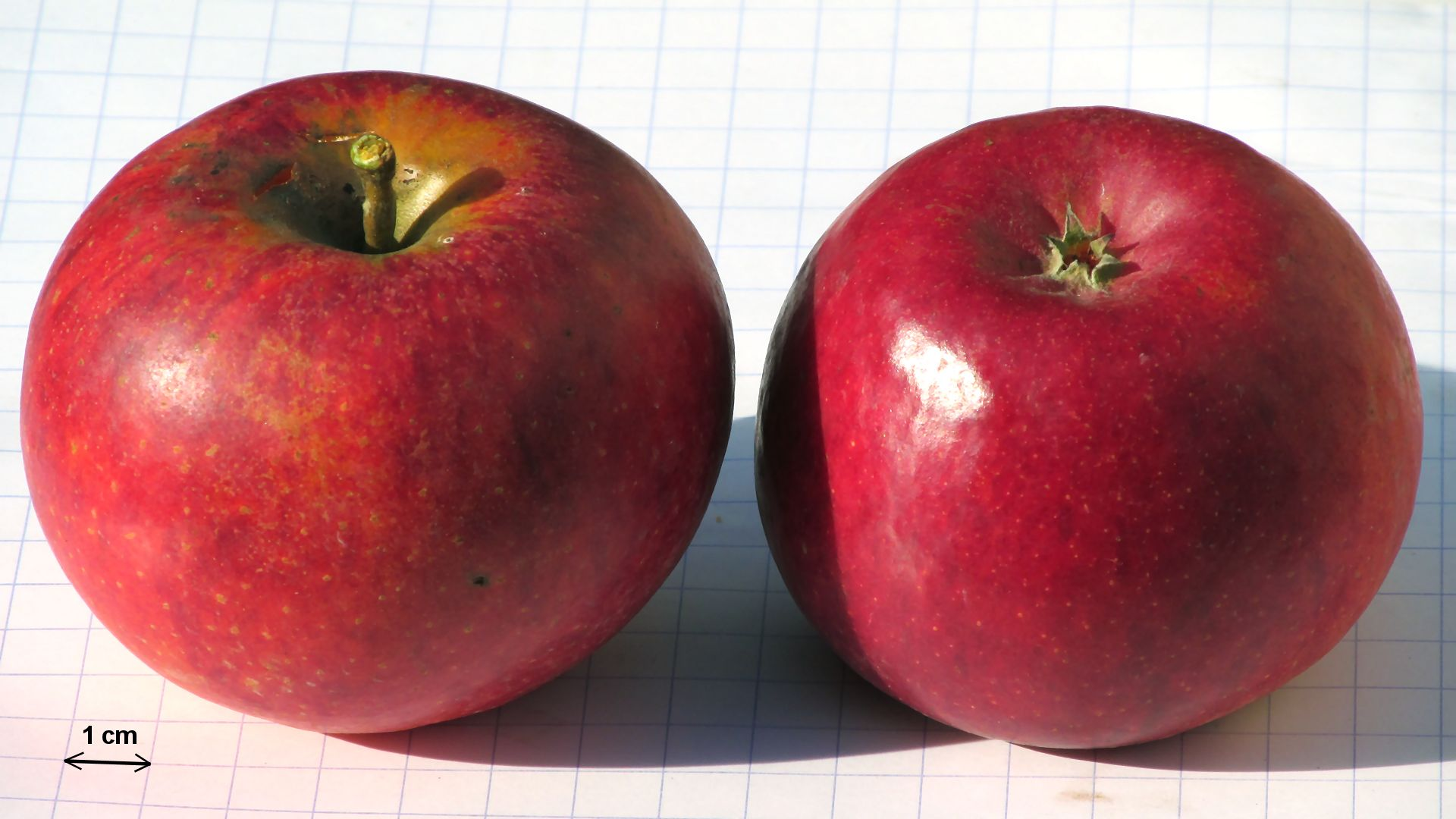
Vues côté cuvette pédonculaire et côté mouche de pommes « Ecolette ».

Ecolette est un cultivar de pommier domestique.

## Droits
Écolette est une variété enregistrée par l'Union Européenne :
- numéro de référence : 604
- date d'application : 10 août 1995

## Origine
Le cultivar a été créé à Wageningue, aux Pays-Bas.
La variété a été diffusée vers 1996.

## Description
- Utilisation : pomme à couteau

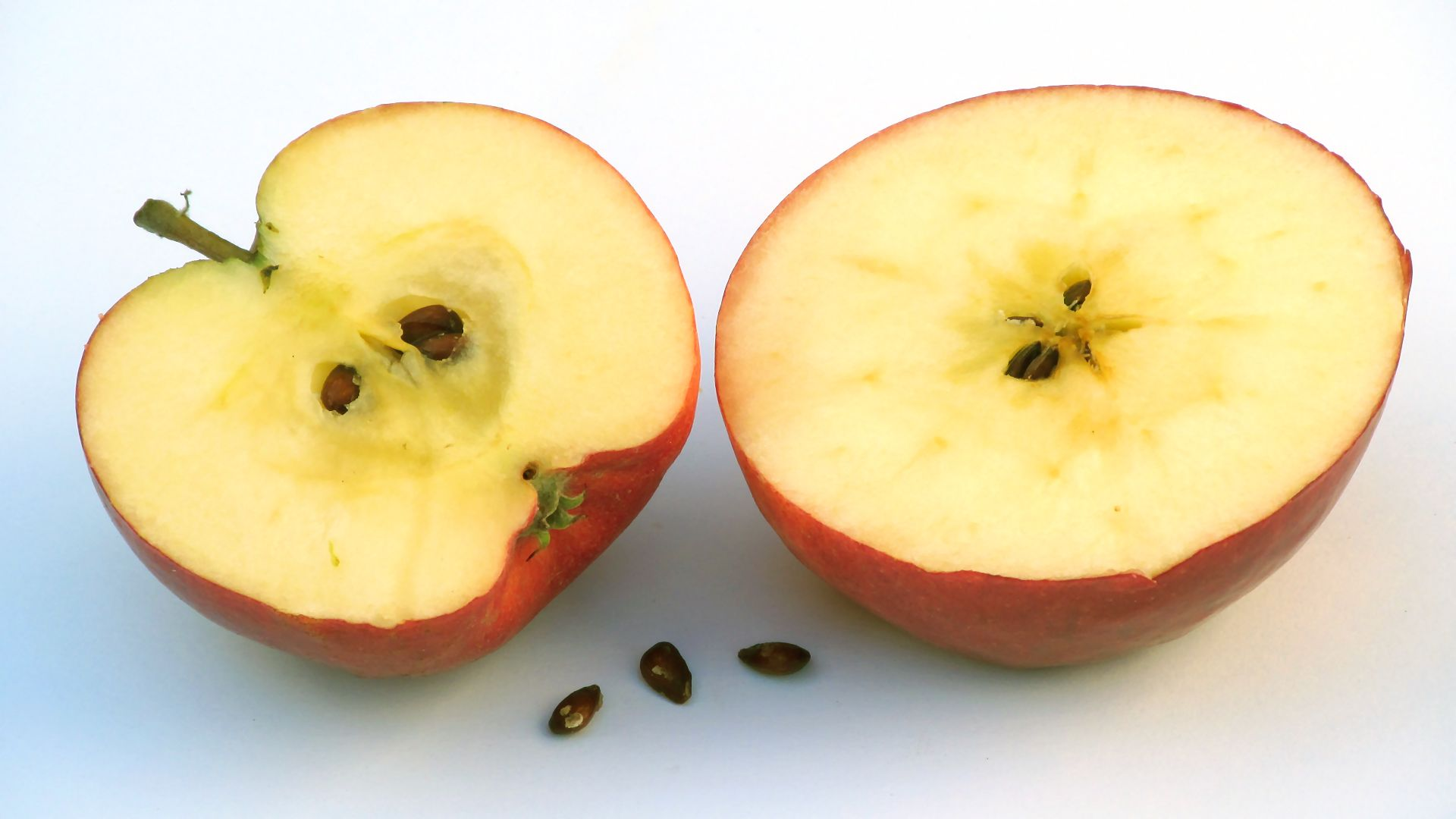
Coupes méridienne et équatoriale de pommes "Écolette".

- Peau verte dans la cuvette pédonculaire, jaune puis principalement rouge

- Chair ferme, sucrée et légèrement acide, aromatique

- Calibre moyen, de 70 à 85 mm

- Longueur du pédoncule mi-long[1].

## Parenté
La pomme Ecolette résulte du croisement Elstar x Prima .

## Pollinisation
Variété autofertile.
Groupe de pollinisation : D
Fleurs fécondées par Benoni, Topaz ...

## Culture
C'est une variété facile à cultiver dans un petit jardin, en alignement d'arbres taillés en fuseaux distants d'un mètre seulement.
Sa résistance génétique à la tavelure permet de réduire le nombre de traitements fongiques, un seul au moment du débourrage peut parfois suffire. Pour un petit jardin familial c'est un avantage incontestable.
La maturité est annoncée pour fin septembre.